# جزیره فیلیپ
جزیره فیلیپ (انگلیسی: Phillip Island) یک جزیره در ۱۴۰ کیلومتری جنوب غربی ملبورن، استرالیا است.
طول این جزیره ۲۶ کیلومتر، عرض آن ۹ کیلومتر مساحت آن در حدود ۱۰۰ کیلومتر مربع می‌باشد، جمعیت جزیره فیلیپ در سال ۲۰۱۱ میلادی ۹٬۴۰۶ نفر و ۷٬۰۷۱ نفر در سال ۲۰۰۱ بوده است.
نام این جزیره برگرفته از آرتور فیلیپ دریادار بریتانیایی و اولین فرماندار نیو ساوت ولز می‌باشد.

## افراد مقیم مشهور
- لیام همسورث، بازیگر استرالیایی
- کریس همسورث، بازیگر استرالیایی
- لوک همسورث، بازیگر استرالیایی

## نگارخانه

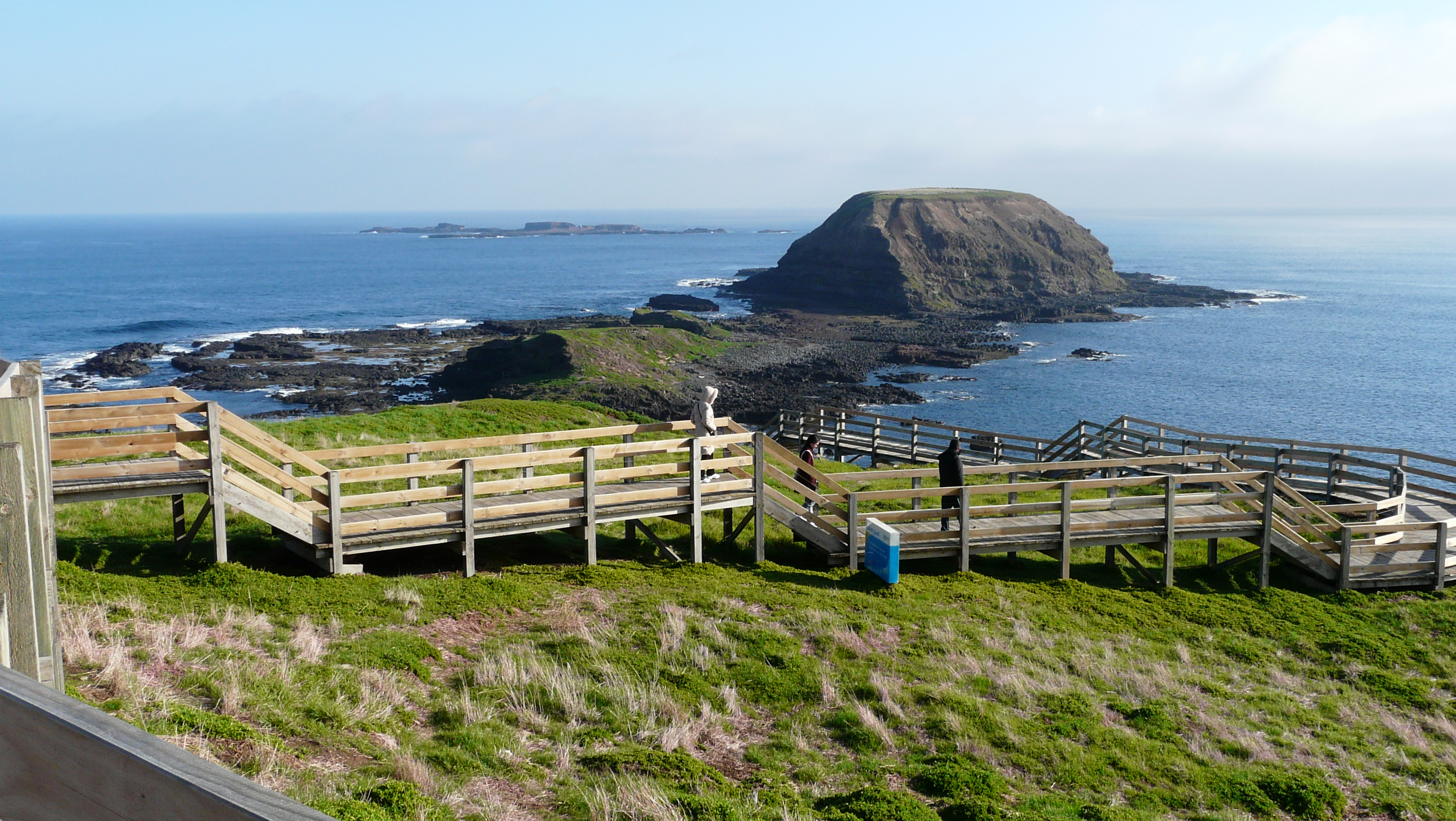
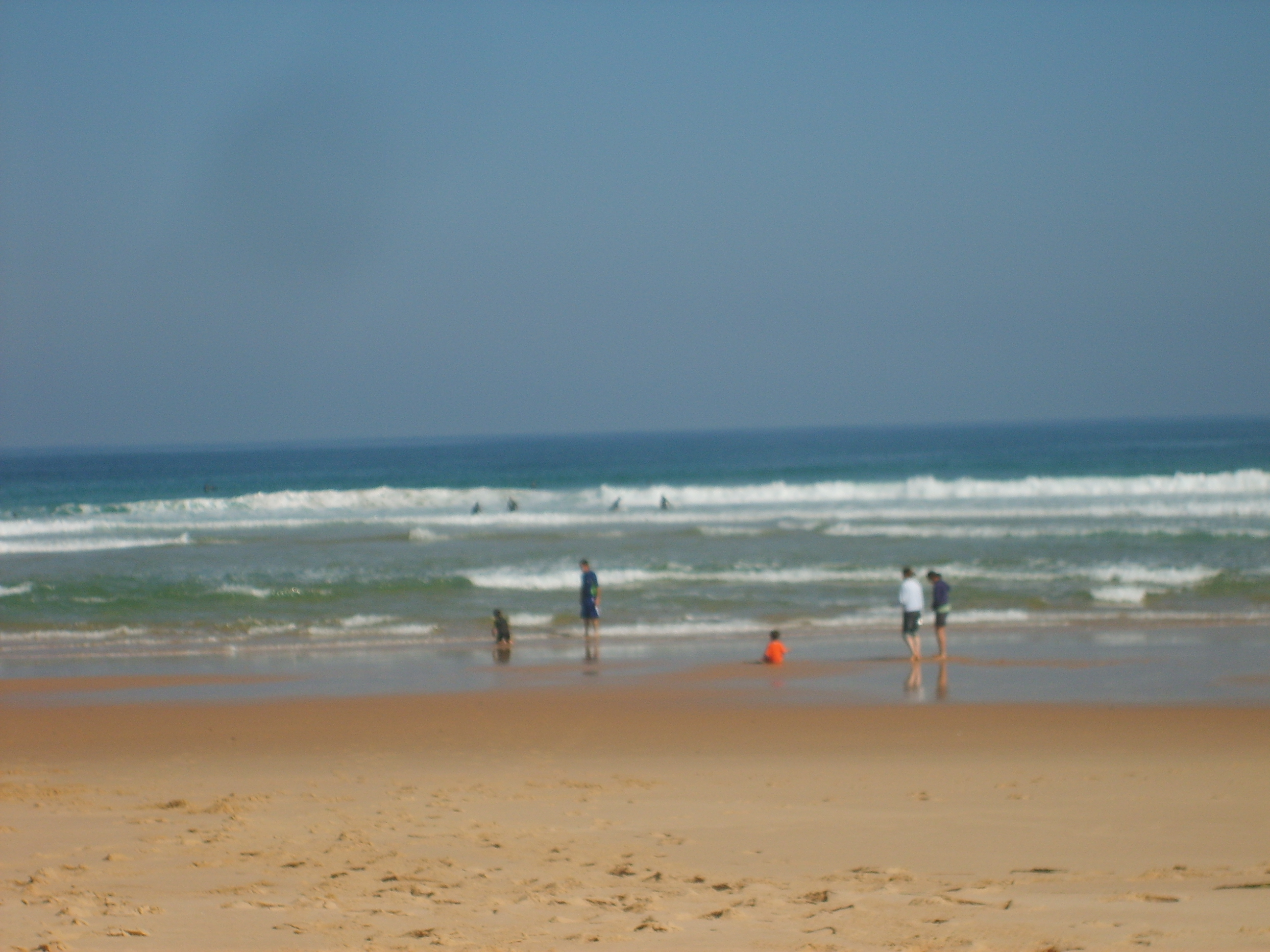
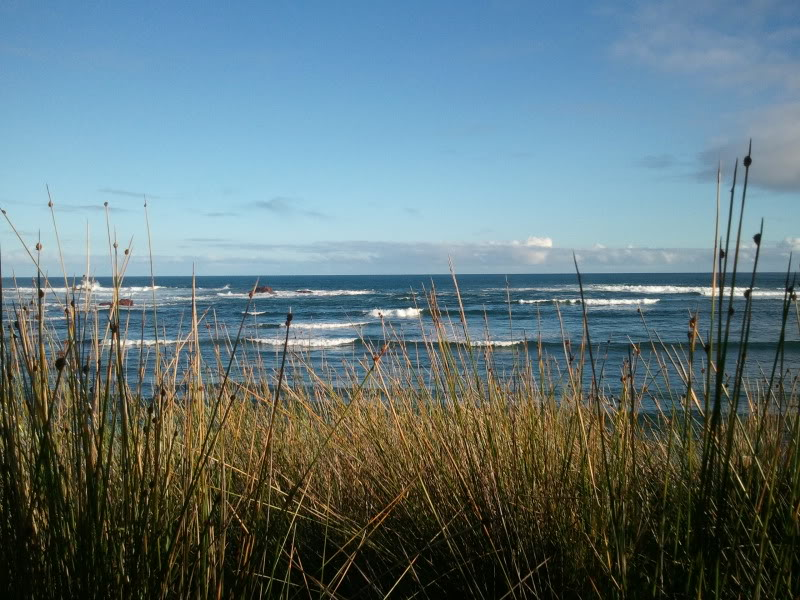
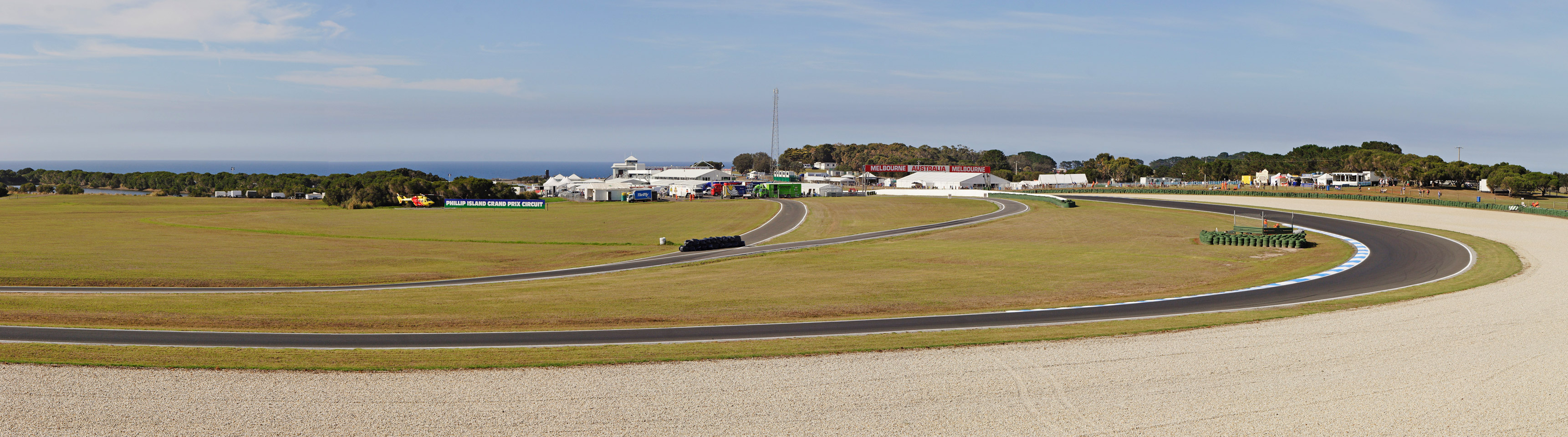
پیست جایزه بزرگ جزیره فیلیپ